# Gastrotheca pachachacae
Gastrotheca pachachacae es una especie de anfibio anuro de la familia Hemiphractidae.

## Distribución geográfica
Esta especie es endémica de la región Apurímac del Perú. Se encuentra en Chinchay a unos 3.050 m sobre el nivel del mar en la cuenca del río Pachachaca.

## Descripción
Los machos miden de 28 a 29 mm y las hembras miden hasta 35 mm.

## Etimología
El nombre de la especie le fue dado en referencia al lugar de su descubrimiento, el río Pachachaca.

## Publicación original
- Catenazzi & von May. 2011: New Species of Marsupial Frog (Hemiphractidae: Gastrotheca) from an Isolated Montane Forest in Southern Peru. Journal of Herpetology, vol. 45, n.º 2, p. 161-166.[4]